# Фридрих Вильгельм Прусский (1880—1925)
Фридрих Вильгельм Виктор Карл Эрнст Александр Генрих Прусский (нем. Friedrich Wilhelm Viktor Karl Ernst Alexander Heinrich von Preußen; 12 июля 1880, Каменец-Зомбковицки, Нижнесилезское воеводство — 9 марта 1925, Вайсер-Хирш) — прусский принц из дома Гогенцоллернов, политик.

## Биография
Фридрих Вильгельм — младший сын прусского принца Альбрехта Прусского и его супруги Марии Саксен-Альтенбургской. Брат принцев Фридриха Генриха и Иоахима Альбрехта.
Как и все урождённые принцы королевского дома, Фридрих Вильгельм в возрасте 10 лет получил звание лейтенанта 1-го гвардейского пехотного полка, хотя и не находился на действительной службе. Учился в Бонне, до Первой мировой войны проживал во дворце Каменц. В Первую мировую войну был награждён Железным крестом 2-го класса, получил звание генерал-майора. В 1911 году был назначен ландратом в округе Франкенштейн прусской провинции Силезия.
Принц увлекался наукой, литературой и музыкой. С 1909 года являлся президентом Академии общеполезных наук в Эрфурте. Удостоился звания почётного доктора философского факультета Кёнигсбергского университета.

## Брак и потомки
8 июля 1910 года в Потсдаме принц Фридрих Вильгельм женился на Агате цу Гогенлоэ-Шиллингсфюрст, принцессе Ратиборской и Корвейской (1888—1960), дочери герцога Виктора II Амадея Ратиборского. В семье родилось четверо детей:
- Мария Тереза Прусская (1911—2005), замужем за Рудольфом Хугом (1885—1972)
- Луиза Генриетта Прусская (1912—1973), замужем за Вильгельмом Шмальцем (1901—1983)
- Марианна Прусская (1913—1983), замужем за принцем Вильгельмом Гессенским (1905—1942)
- Елизавета Прусская (1919—1961), замужем за Гейнцем Меесом (1918—1994)